# Vincent Roozen
Vincent Roozen (1963) is een Nederlandse topambtenaar. Sinds februari 2024 is hij secretaris-generaal van het Ministerie van Binnenlandse Zaken en Koninkrijksrelaties. Daarvoor was hij gemeentesecretaris in de gemeente Rotterdam.

## Ambtelijke loopbaan
Roozen doorliep de Verkeersakademie Tilburg en studeerde Sociale Geografie aan de Universiteit van Utrecht. Als jonge ambtenaar trad hij in 1989 in dienst van de gemeente Rotterdam, waar hij diverse functies in het sociale en fysieke domein vervulde. Hij was onder meer directeur ruimtelijke ordening (2003-2007) en directeur bij de GGD Rotterdam-Rijnmond. (2007-2014). In 2018 werd Roozen gemeentesecretaris bij de gemeente Rotterdam. 
In 2024 maakte Roozen de overstap naar de Rijksoverheid. Aan het Ministerie van Binnenlandse Zaken en Koninkrijksrelaties werd hij secretaris-generaal.